# Dammbalken

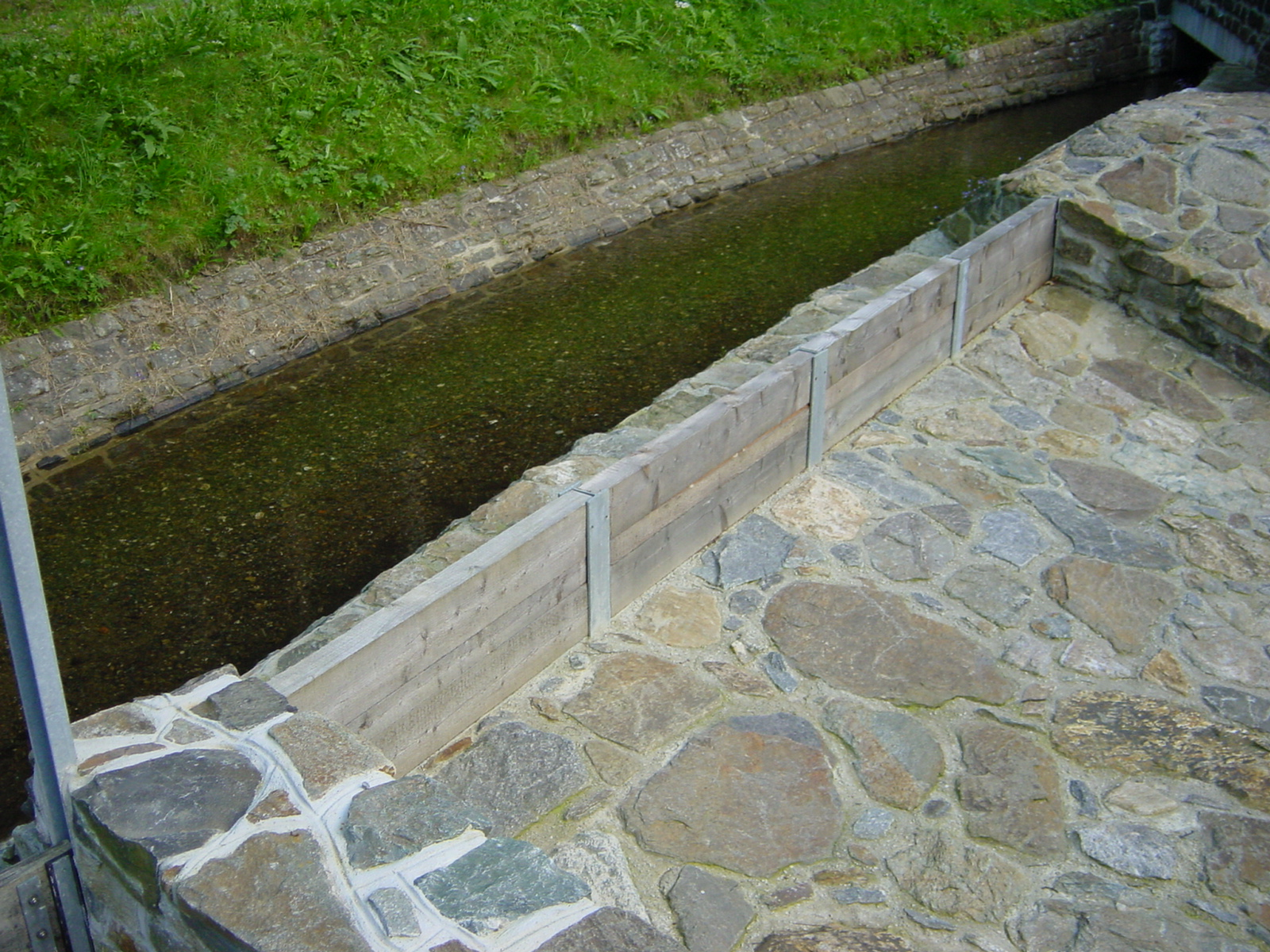
Dammbalken (ohne Einstau)

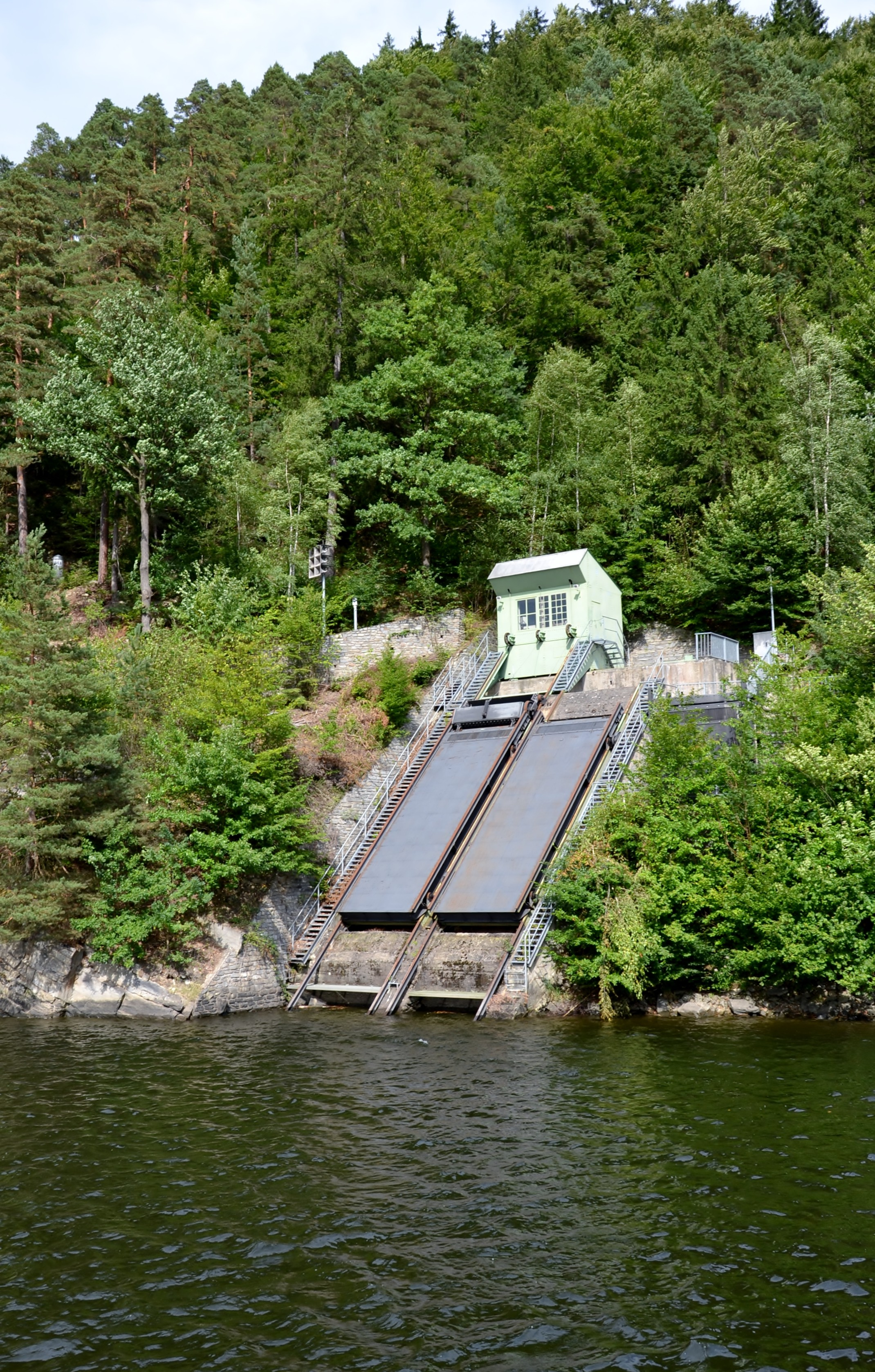
Dammbalken im ausgebauten Zustand für den Verschluss einer Triebwasserleitung die vom Stausee Dobra das Wasser zum Krafthaus leitet

Dammbalken sind horizontal übereinander liegende Balken oder Tafeln aus Holz, Metall (Aluminium) oder anderem Material, die einen Verschluss, Durchlass oder einen Überlauf variabel und zeitweise verschließen. Sie werden im Wasserbau unter anderem bei Stauanlagen zur Regulierung des Durchflusses und im Hochwasserschutz als mobile Hochwasserdämme eingesetzt. Sie dienen auch zum Verschluss von Deichscharten, und als Revisionsverschluss von Schleusen, Sielen, Wehren, um beschädigte Hauptverschlüsse trockenzulegen, um diese reparieren zu können.
Dammbalken werden meistens nur temporär eingesetzt und müssen deswegen nicht hundertprozentig dicht sein. Damit sie aber bei Bedarf einem hohen Wasserstand dicht halten, sind transportable Dammbalken aus Aluminium insbesondere bei Verwendung im Küstenschutz häufig mit Nut und Feder und Gummidichtungen versehen. Dies ist insbesondere bei tidebeeinflussten Gewässern der Fall.
Seitlich werden die Dammbalken in senkrechten Schienen (Nut) geführt und gehalten. Da man die Anzahl der Balken leicht verändern kann, kann man die Höhe des gestauten Wassers mit Dammbalken je nach Bedarf verändern.

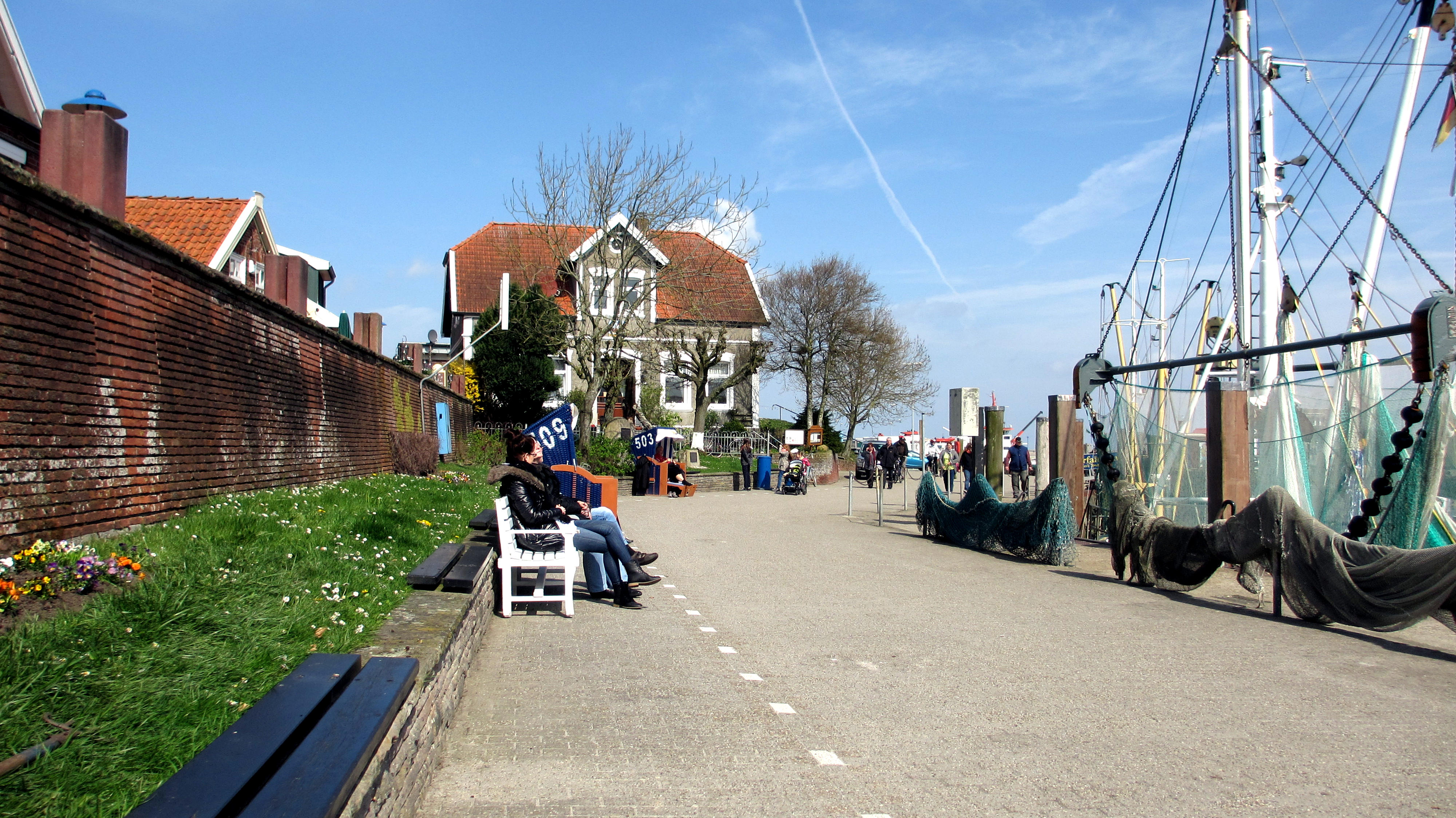
Mauer um den Sielhafen Neuharlingersiel mit senkrechten Betonpfählen zur Aufnahme von Dammbalken bei Sturmflut